# Zeria fusca
Espèce
Synonymes
- Solpuga fusca C. L. Koch, 1842
- Solpuga hirtuosa C. L. Koch, 1842

Zeria fusca est une espèce de solifuges de la famille des Solpugidae.

## Distribution
Cette espèce est endémique d'Afrique du Sud.

## Description
Les mâles mesurent de 10 à 18 mm et les femelles de 10 à 18 mm.

## Publication originale
- C. L. Koch, 1842 : Systematische Übersicht über die Familie der Galeoden. Archiv fèur Naturgeschichte, vol. 1, p. 350-356 (texte intégral).